# Финал Кубка Франции по футболу 2023
Финал Кубка Франции по футболу 2023 года прошёл 29 апреля 2023 года на спортивной арене «Стад де Франс» и стал 106-м финалом Кубка Франции. В финале встретились клубы Лиги 1 «Нант» и «Тулуза». Победителем встречи оказалась команда «Тулуза».

## Путь к финалу
| Нант              | Нант           | Раунд                              | Тулуза       | Тулуза    |
| ----------------- | -------------- | ---------------------------------- | ------------ | --------- |
| Оппонент          | Результат      | Кубок Франции по футболу 2022/2023 | Оппонент     | Результат |
| Виройс (ЛЧФ)      | 2:0            | 1/32 финала                        | Ланьон (ЛЧФ) | 7:1       |
| Таон (ЛЧФ)        | 0:0 (4:2 пен.) | 1/16 финала                        | Аяччо (Л1)   | 2:0       |
| Анже (Л1)         | 1:1 (4:2 пен.) | 1/8 финала                         | Реймс (Л1)   | 3:1       |
| Ланс (Л1)         | 2:1            | 1/4 финала                         | Родез (Л2)   | 6:1       |
| Олимпик Лион (Л1) | 1:0            | 1/2 финала                         | Анси (Л2)    | 2:1       |

(Л1) = Лига 1
(Л2) = Лига 2
(Л3) = Лига 3
(ЛЧФ) = Любительский чемпионат Франции

## Матч
| Нант            | 1:5 | Тулуза                                           |
| --------------- | --- | ------------------------------------------------ |
| Блас 75′ (пен.) |     | Кошта 4′, 10′ · Даллинга 23′, 31′ · Абухляль 79′ |

| Нант | Тулуза |